# Maurice Peeters
Maurice Peeters, född 5 maj 1882 i Antwerpen i Belgien, död 6 december 1957 i Leidschendam, var en nederländsk tävlingscyklist.
Peeters blev olympisk guldmedaljör i sprint vid sommarspelen 1920 i Antwerpen.